# أندي براندت
أندي براندت هو سياسي كندي، ولد في 11 يونيو 1938 بلندن في كندا. حزبياً، نشط في حزب أونتاريو المحافظ التقدمي. وقد انتخب عضو برلمان مقاطعة أونتاريو عن دائرة سرينة ‏ (1981 – 1990).